# Бургаве, Герман
Ге́рман Бу́ргаве (Бу́рхаве, Бу́ргав) (нидерл. Herman Boerhaave; 31 декабря 1668, Ворхаут, предместье Лейдена, Голландия — 23 сентября 1738) — нидерландский врач, ботаник и химик, один из наиболее известных врачей XVIII века.
Член Лондонского королевского общества (1730), иностранный член Парижской академии наук (1731; корреспондент с 1715).

## Биография

Aphorismi de cognoscendis et curandis morbis, 1728

Уже на 11 году жизни приобрёл, под руководством отца, обширные сведения в латинском и греческом языках об изящных науках. Рассказывают, в этом возрасте у него образовалась язва на голени, от которой врачи не могли излечить его в течение целых 7 лет, пока он сам себя не вылечил, и что будто бы это обстоятельство и определило его будущее назначение. В 15 лет, лишившись отца, Бургаве отправился в Лейден, изучал там историю, натурфилософию, логику и метафизику, даже еврейский и халдейский языки, чтобы читать Священное писание в оригинале, и добывал себе средства к жизни частными уроками. Согласно желанию отца, он сначала готовил себя для духовного звания, от которого, однако, его оттолкнула крайняя нетерпимость духовенства ко всякому сколько-нибудь самостоятельному мнению. С тех пор он окончательно посвятил себя медицине.
Получив докторскую степень университета Хардервейка, в 1701 году он стал профессором медицины в Лейдене, а в 1709 году профессором ботаники и медицины. В это время им были изданы два главнейших его сочинения: «Институции» и «Афоризмы», написанные для учеников, представлявшие собою объяснительный текст к его лекциям. В 1715 году ему была передана кафедра практической медицины, причём он открыл больницу, где два раза в неделю демонстрировал своим ученикам больных, чтобы научить их, как нужно наблюдать и лечить болезни. В 1718 году, вопреки его желанию, университет поручил ему кафедру химии. По выражению одного из его биографов, Бургаве одной своей особой представлял целый факультет. Он же первый в Нидерландах стал читать лекции о глазных болезнях.
Слава Бургаве как практического врача не уступала его известности как теоретика. Со всех стран к нему стекались больные, и даже коронованные особы не находили для себя унизительным делать ему визиты. В доказательство его необычайной известности часто приводится письмо, полученное им от одного китайца по адресу: «Бургаве, врачу в Европе». Город Лейден должен был раздвинуть свои укрепления и выстроить новые дома, чтобы дать помещение его многочисленным слушателям. Когда, однажды, после 6-месячной болезни, он в первый раз появился на улице, то город отпраздновал это событие иллюминацией. После смерти Бургаве в Лейдене был возведен в его честь памятник с надписью: «Salutifero Boerhaavii genio sacrum». Дочери своей он оставил состояние в 4 млн франков. Это подало повод к обвинению его в корыстолюбии, но из его биографии известно, что он отличался чрезвычайной благотворительностью, но только любил помогать в тайне.
Что касается его учёных заслуг, то Бургаве имел уже правильное понятие о происхождении нервов из серого вещества центральных нервных органов и об их распространении к периферии, много способствовал распространению верного взгляда Бриссо на местонахождение катарактов и полагал возможным излечивать оспу, посредством препаратов ртути и сурьмы. В своей вступительной речи от 1709 года «De commendando studio Hippocratico» он доказывал, что можно быть хорошим врачом, владея лишь немногими лекарствами, если держаться подальше от произвольных гипотез. Во всех своих трудах он исходил из того предположения, что самый верный руководитель в лабиринте систем — история медицины, а основание всякого знания лежит в наблюдении при помощи чувств, но что психические процессы, равно как первоначальные физические и последние метафизические причины явлений одинаково недоступны физическому методу. В этом духе работал он сам и учил работать своих учеников, к которым принадлежали такие люди, как Галлер, ван Свитен, де Гаэн и Прингле.
Им описаны некоторые растения, например:
- Pavia Boerh. ex Mill. = Aesculus L. семейства Сапиндовые (Sapindaceae)
- Rotanga Boerh. ex Crantz = Calamus L. семейства Пальмовые (Arecaceae)
- Ruyschiana Boerh. ex Mill. nom. inval. семейства Яснотковые (Lamiaceae)
- Anemonospermos Boerh. ex Mill. incertae sedis семейства Астровые (Asteraceae).

Его знаменитейшие сочинения:
- «Institutiones medicae in usus exercitationis annuae domesticos» (Лейден, 1708)
- «Aphorismi de cognoscendis et curandis morbis, in usum doctrinae medicae» (Лейден, 1709) долгое время служили основанием для практического преподавания медицины.
- «Index plantarum, quae in Horto Academico Lugduno Batavo reperiuntur» (Лейден, 1710)
- «Index Alter Plantarum Quae In Horto Academico Lugduno-Batavo Aluntur» (Лейден, 1720)
- «Elementa chemiae» (Париж, 1724).

Слава Бургаве зиждется не на его систематических учениях, а на постоянном устном и письменном заступничестве за необходимость точного метода в медицине.
Cp. Burton, «An account of the life and writings of В.» (Лонд. 1743, 2 т.); Ionnson, «Life of H. В.» (Лонд. 1834); Kesteloot, «Lofrede op H. В.» (Лейден, 1825).

## Медицинские термины, названные его именем
- Синдром Бурхаве — спонтанный разрыв всех слоёв стенки пищевода, сопровождающийся резкой болью в груди и (или) в надчревной области, иррадиирующей в спину. Для синдрома характерны расстройство глотания, рвота, затруднённое дыхание, развитие шока[4][5].